# Терзидере
Терзидере (на турски: Terzidere) е село в околия Ковчас, вилает Лозенград, Турция.

## География
Селото се намира в близост до българо-турската граница, 37 км северно от Лозенград.

## История
В XIX век Терзидере е българско село в Одринска кааза на Одринския вилает на Османската империя. Според „Етнография на вилаетите Адрианопол, Монастир и Салоника“, издадена в Константинопол в 1878 година и отразяваща статистиката на населението от 1873 година, Терзи Дере (Terzi Dere) има 126 домакинства  и 610 българи.
През пролетта на 1908 година селото пострадва от властите.
Според статистиката на професор Любомир Милетич в 1912 година в селото живеят 92 български екзархийски семейства.
Българското население на Терзидере се изселва след Междусъюзническата война в 1913 година.

## Личности
Родени в Терзидере
- Иван Д. Бакърджиев, български революционер от ВМОРО, по-късно бежанец в Евренозово[4]
- Тодор Илиев, български духовник, служил в църквата Св. Пантелеймон в родното си село. Съзаклятник[5]